# Frontières de l'Albanie

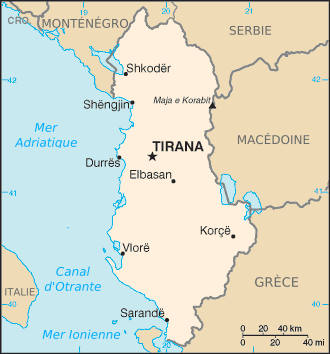
Carte de l'Albanie (en clair), mettant en évidence ses frontières terrestres avec les pays voisins.

Cet article recense les frontières de l'Albanie.

## Frontières

### Frontières terrestres
L'Albanie partage des frontières terrestres avec 4 pays voisins : le Monténégro, le Kosovo (Serbie), la Macédoine et la Grèce. Ces frontières terrestres forment une ligne continue de 720 km de long, du nord au sud de l'Albanie, en longeant tout son côté est.
Le Kosovo ayant fait sécession de la Serbie en 2008, l'intégralité de la frontière de celle-ci avec l'Albanie est en fait frontière du Kosovo avec cette dernière. La Serbie ne reconnait pas l'indépendance du Kosovo et considère toujours la zone comme une province autonome de son propre territoire. L'Albanie reconnait toutefois cette indépendance.

### Frontières maritimes
L'Italie se trouvant directement à l'ouest de l'Albanie, de l'autre côté de la mer Adriatique, les deux pays ont signé un traité partageant les droits sur le plateau continental. La limite entre les deux pays s'étend à peu près au milieu de l'Adriatique.
Les frontières de l'Albanie avec la Grèce et le Monténégro donnent potentiellement lieu à une délimitation similaire, mais aucun traité supplémentaire n'a été conclu.

### Récapitulatif
Le tableau suivant récapitule l'ensemble des frontières de l'Albanie :
| Pays            | Terre (km) | Mer (km) | Total (km) | Notes                                                                                                |
| --------------- | ---------- | -------- | ---------- | --- |
| Grèce           | 282        | 122      | 404        | |
| Italie          | —          | 142      | 142        | |
| Macédoine       | 151        | —        | 151        | |
| Monténégro      | 172        | 108      | 280        | |
| Serbie / Kosovo | 115        | —        | 115        | Frontière avec la Serbie du point de vue serbe, avec le Kosovo des points de vue kosovar et albanais |
| Total           | 720        | 371      | 1 091      | |